# Krzeszów Górny
Krzeszów Górny est une localité polonaise de la gmina de Harasiuki, située dans le powiat de Nisko en voïvodie des Basses-Carpates.